# Rupa
Rupa je pogranično naselje u općini Matulji, Primorsko-goranska županija.

## Stanovništvo
Prema popisu stanovništva iz 2001. godine u Rupi je obitavalo 310 žitelja, od čega 143 muškaraca, i 167 žena. Stanovnici sela su miješane hrvatske i slovenske nacionalnosti.
| broj stanovnika | 316   | 291   | 287   | 290   | 308   | 314   | 332   | 307   | 296   | 261   | 249   | 285   | 283   | 306   | 310   | 349   | 345   |
|                 | 1857. | 1869. | 1880. | 1890. | 1900. | 1910. | 1921. | 1931. | 1948. | 1953. | 1961. | 1971. | 1981. | 1991. | 2001. | 2011. | 2021. |

## Šport
- AK Svigo, automobilizam
- Staza Auto i moto cross centra Svigo, najbolja hrvatska autocrosserska staza

## Poznate osobe
- Vinko Surina, legenda auto i moto športa (AMD Matulji, MK Kvarner, Oldtimer klub Rijeka, staza Preluk, automotodrom Grobnik)[4][5]